# Ikechukwu Uche
Ikechukwu Uche (Aba, 5 de janeiro de 1984) é um ex-futebolista nigeriano. Jogou, entre outros clube, pelo Real Zaragoza e Granada CF como um atacante.
Seu nome, Ikechukwu, significa "poder de Deus" no ibo. Ele é o irmão mais novo de Kalu Uche.

## Carreira
Uche representou o elenco da Seleção Nigeriana de Futebol no Campeonato Africano das Nações de 2013.

## Títulos
Seleção Nigeriana
- Campeonato Africano das Nações: 2013